# Брилль, Дмитрий
Дмитрий Брилль (англ. Dmitry Brill; род. 4 июня 1964, Кировоград, УССР) — музыкант, диджей, музыкальный продюсер, более известный под сценическими псевдонимами Supa DJ Dimitri и Super DJ Dmitry. Является сооснователем группы Deee-Lite.

## Биография
Дмитрий Брилль родился и вырос в городе Кировоград (Украина) в еврейской семье. Отец был инженером, мать учителем музыки в музыкальном училище, преподавала фортепиано. Дмитрий с ранних лет проявил талант к музыке, свою первую композицию он написал в 9 лет. Он получил музыкальное образование по экспериментальной программе обучения в музыкальной школе при училище, где преподавала его мать. В 1979 году, используя родственные связи в Израиле и США, его семья эмигрирует в США. Первоначально они жили в Данбери, штат Коннектикут, где Дмитрий окончил школу (high school).
В 1981 году он поступает в Нью-Йоркский университет и переезжает на Кони-Айленд (Бруклин, Нью-Йорк) где живёт у своей бабушки. В университете он изучает журналистику и компьютеры, а также работает в университетской библиотеке. В свободное время он посещает ночные клубы, где увлекается клубной культурой и музыкальными стилями фанк, хип-хоп, трип-хоп, хаус, техно, эмбиент, джангл, трайбл. Через год он бросает университет и полностью погружается в музыкальную атмосферу. Устраивается на работу в клубы, в начале лифтёром и фейс-контролёром, большую часть зарабатываемых денег он тратит на диджейское оборудование и пластинки, которые затем микширует в домашних условиях . Со временем он становится участником нескольких нью-йоркских групп: Four Dicks and a Bone, The Hello Strangers, Blue Sand, That Greek Design, Raging Slab, SHAZORK, с которыми выступает в клубах.
В 1982 году он знакомится с Кьер Кирби (Lady Miss Kier), с которой у него складываются длительные отношения. В 1986 году они вместе записывают первую композицию как дуэт Deee-Lite и начинают выступать под этим именем.
В 1987 году в Нью-Йоркском клубе Afrochine Дмитрий знакомится с диджеем из Токио Това Теем, известным тогда как Jungle D.J. Towa Towa. Спустя какое-то время они собрали вместе всю свою музыкальную аппаратуру и устроили совместный джем-сейшн, который был довольно успешен. После этого они решили работать вместе как трио.
В 1990 году Deee-Lite выпускает свой первый альбом World Clique на лейбле Elektra records.
В 1995 году, после выпуска 5 альбомов и 11 хитов, группа распадается, каждый из участников делает сольную карьеру. Дмитрий Брилль продолжает заниматься диджеингом и гастролирует по всему миру. В 1996 году, совместно с певицей Джули Круз, записывает композицию для саундтрека к фильму Крик. Позже, в 2011 году, они записывают совместный альбом My Secret Life.
В 1998 году Supa DJ Dmitry становится диджеем года и первым обладателем премии Ibiza DJ Awards в категории Techno/Trance.
В 2005 году Дмитрий переезжает в Берлин (Германия), где в 2007 году, совместно с немецким музыкантом Berliner Haze (Slow Pulse) организует новый проект The Leap, специализирующийся на музыке регги, даб, тек-хаус и электроника.
В настоящее время Дмитрий живёт в Берлине и продолжает работать над различными проектами.
В 2019 году совместно с американской певицей и автором песен Джесси Эванс организовал дуэт Nauti Siren